# تعداد الولايات المتحدة 1860
تعداد الولايات المتحدة في 1860 هو التعداد الثامن للولايات المتحدة. التي أجراها مكتب التعداد ، أظهر أن عدد السكان المقيمين في الولايات المتحدة هو 31,443,321 بزيادة قدرها 35.4 بالمئة قياسا إلى 23,191,876 وهو عدد من السكان خلال تعداد 1850. إجمالي عدد السكان يتضمن العبيد الذي بلغ عددهم 3,953,760. في عام 1850.

## أسئلة التعداد

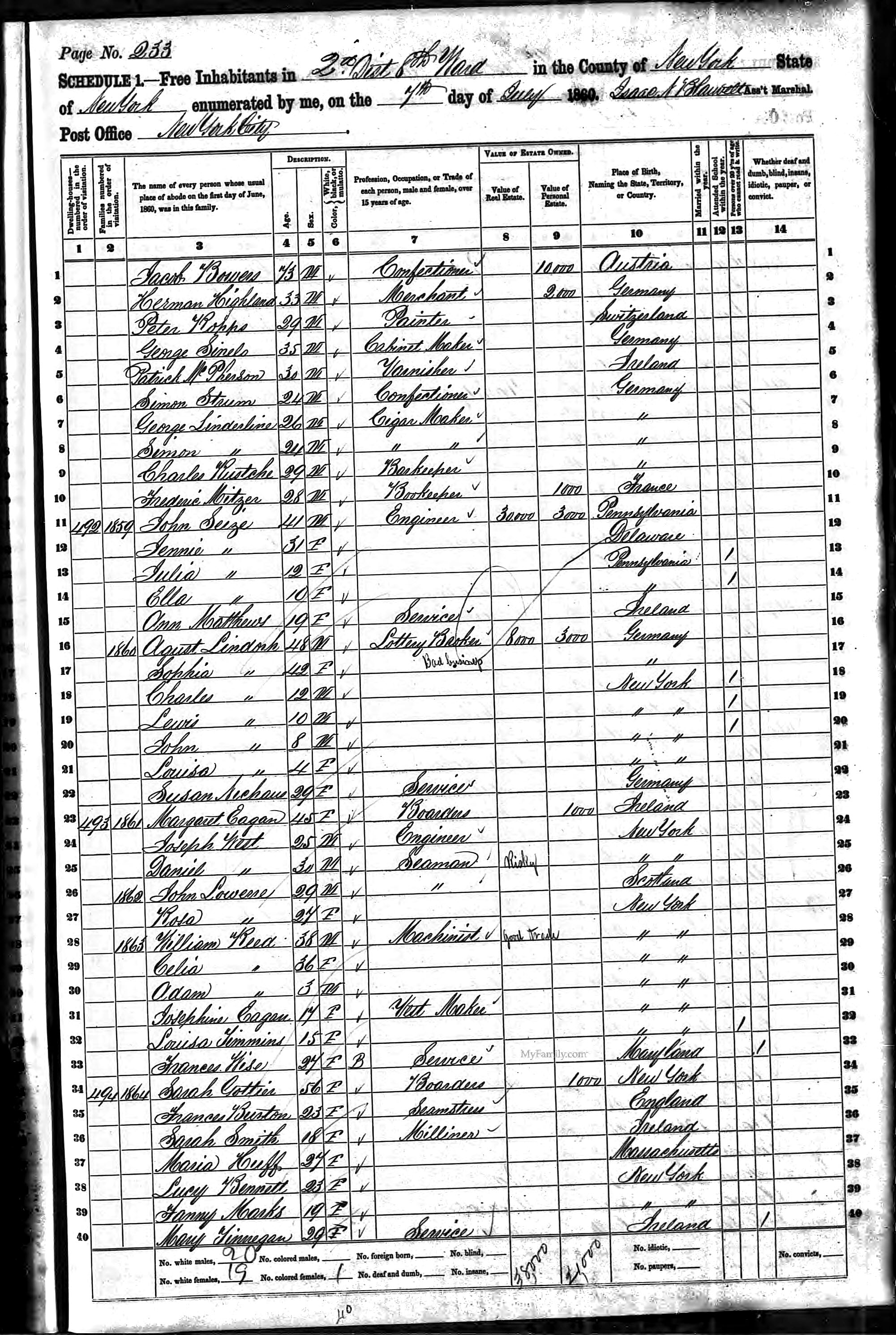
بطاقة مستخدمة تبين المعلومات المطلوبة في تعداد 1860

في تعداد 1860 تم طرح الأسئلة التالية:
- الاسم
- العنوان
- العمر
- الجنس
- اللون لكل شخص
- عدد الصم والبكم والمكفوفين والمجانين والحمقى
- قيمة الممتلكات لكل شخص حر
- مهنة وتخصص كل ذكر فوق عمر 15 سنة
- مكان الولادة
- متزوج خلال سنة
- الالتحاق بالمدرسة خلال سنة
- غير قادر على القراءة والكتابة (لمن هم أكبر من 20 سنة)
- فقير أو مدان قضائياً

## وصلات خارجية
- بيانات التعداد التاريخي
- تعداد, 1850-1930